# Numenius
Numenius är ett släkte med spovar som består av nio arter vadarfåglar, varav två möjligen är utdöda.

## Karaktäristik och ekologi
De är flyttfåglar som karaktäriseras av sin långa, smala och nedåtböjda näbb och en till största delen brunaktig fjäderdräkt som förändras mycket lite beroende på säsong. Numenius-spovarna födosöker efter mask och andra ryggradslösa djur genom att sticka ned sin långa näbb i lera eller mycket mjuk mark men plockar även mindre djur, som exempelvis krabbor, direkt från ytan.

## Namn
Släktnamnet har tre möjliga etymologiska ursprung. En gör gällande att det härstammar från grekiskans "noumenios" som betyder "från nymånen", där spovens näbb jämförs med den tunna månskäran. En andra möjlighet är att släktnamnet härstammar ifrån ordet numen, som betyder "nicka", och refererar till dess huvudrörelser när de födosöker. Den sista möjligheten är att Numenius är en latiniserad från grekiskans noumenios, vilket var det namn som Diogenes Laertius använde för spov.

## Systematik
Spovarna i Numenius utgör de mest uråldriga utvecklingslinjerna bland snäpporna (Scolopacidae) tillsammans med piparsnäppan (Bartramia longicauda). Därmed är Numenius-spovarna och de raknäbbade spovarna i Limosa inte varandras närmaste släktingar.

### Arter i taxonomisk ordning
- Bärspov (Numenius borealis) – akut hotad, möjligen utdöd
- Dvärgspov (Numenius minutus)
- Alaskaspov (Numenius tahitiensis)
- Amerikansk småspov (Numenius hudsonicus)
- Småspov (Numenius phaeopus)
- Långnäbbad spov (Numenius americanus)
- Orientspov (Numenius madagascariensis)
- Smalnäbbad spov (Numenius tenuirostris) – akut hotad, möjligen utdöd
- Storspov (Numenius arquata)

De fossil från sen eocen (cirka 35 miljoner år sedan) som återfunnits i Montmartreformationen i Frankrike och som beskrivits som Limosa gypsorum placerades först i släktet Numenius och kan faktiskt tillhöra detta släkte.. Utöver det har bara en förhistorisk Numenius-spov beskrivits vilken härstammar från sen pleistocen och som återfunnits i grottan San Josecito i Mexiko. Detta fossil placerades först i det egna distinkta släktet Palnumenius, men är ett förstadium eller en förhistorisk underart besläktad med långnäbbad spov (N. americanus).